# 市塚和美
市塚 和美（いちつか かずみ、1959年7月1日 - ）は、日本のSEOコンサルタント、株式会社千代田ラボ代表。
2006年 グーグルでのWEBサイト検索エンジン最適化ための 独自ノウハウを開発、公開。

## 経歴
- 1979年、歯科技工士の国家試験を受験資格取得[2]。
- 東京都千代田区霞が関三丁目にある霞が関ビルディング、社団法人日本綜合歯科協会吉田歯科医院に勤務し。院長の吉田友明に師事
- その後、出身地に戻る。
- 歯科技工士として25年従事、交通事故による視力低下のため、ミクロ単位の技工作業、特にインプラントなど(歯科補綴学)の 補綴物作成作業が困難となり 他の道を模索。
- 歯科技工士時代から趣味として、パソコンを使用したインターネットでも検索エンジン最適化のノウハウを独学で学び、特にグーグルに対してのWEBサイト開発、マーケティングを目的として定める。

## 主な活動
- 「GSA Search Engine Ranker Project」を解析し、マニュアル化する。
- はてなブログ検索エンジン対策施策マニュアル作成。

## 出演
- 株式会社ジュピターテレコム(J:COM) テレビ「ネットジョッカー」メインパーソナリティとして出演。